# День Республики (Турция)
День Республики (тур. Cumhuriyet Bayramı) — национальный праздник Турции и частично признанной Турецкой Республики Северного Кипра. Отмечается ежегодно с 1923 года в честь провозглашения Турецкой Республики.

## История
29 октября 1923 года Мустафа Кемаль Ататюрк провозгласил Турцию республикой, в честь этого события был учреждëн национальный праздник День Республики. Турция де-факто являлась республикой с 23 апреля 1920 года, когда было создано Великое национальное собрание Турции, но официальное провозглашение Турецкой Республики произошло только через три с половиной года. 29 октября 1923 года был провозглашён статус государства как республики, а её официальное наименование стало звучать как (тур. Türkiye Cumhuriyeti) («Турецкая Республика»). После этого в Великом национальном собрании Турции состоялось голосование, после подведения итогов которого Мустафа Кемаль Ататюрк стал первым президентом Турецкой Республики.

## Инцидент в городе Карс
29 октября 1962 года, на параде во время празднования Дня Республики, танк «Шерман» турецкой армии потерял управление и переехал группу марширующих школьников. В результате страшной трагедии под гусеницами «Шермана» было раздавлено 3 ребёнка, ещё 3 погибли от полученных ранений, 12 детей и 1 учитель получили тяжёлые увечья, но остались живы. В дальнейшем произошли массовые драки военных с разъярённой толпой. Солдаты выставили кордоны и огородили место происшествия.